# Kutujoki
Kutujoki este o arie protejată (arie specială de conservare — SAC, sit de importanță comunitară — SCI) din Finlanda întinsă pe o suprafață de 16 ha, integral pe uscat.

## Localizare
Centrul sitului Kutujoki este situat la coordonatele 62°32′01″N 27°04′11″E / 62.5336°N 27.0697°E.

## Înființare
Situl Kutujoki a fost declarat sit de importanță comunitară în august 1998 pentru a proteja 1 specie de animale. Situl a fost protejat și ca arie specială de conservare în aprilie 2015.

## Biodiversitate
Situată în ecoregiunea boreală, aria protejată conține 5 habitate naturale: Râuri naturale fino-scandinave, Mlaștini turboase de tranziție și turbării mișcătoare, Mlaștini alcaline, Păduri fino-scandinave bogate în ierburi cu Picea abies, Mlaștini împădurite.
La baza desemnării sitului se află o specie protejată de  mamifere: vidră de râu (Lutra lutra).